# Eduardo Gonçalves de Oliveira
Eduardo Gonçalves de Oliveira, mais conhecido como Edu (São Paulo, 30 de novembro de 1981), é um ex-futebolista brasileiro que atuava como atacante.

## Carreira

### Início no Brasil
Edu surgiu no Guarani, e logo se transferiu para o Santos Futebol Clube, Porém foi apenas uma experiência já que em 2000 ele ainda não era um jogador profissional.
Teve uma rápida passagem pelo Náutico, onde se tornou jogador profissional, e logo foi transferido para o VfL Bochum da Alemanha.
Curiosamente, Edu começou a carreira jogando como zagueiro, sua posição até atuar no CRAC, de Goiás. Quando se transferiu para o Bochum, virou atacante.

### Alemanha
Passou pelo Campeonato Alemão, onde jogou pelo Bochum de 2003 a 2006 e pelo Mainz de 2006 a 2007.

### Suwon Bluewings
No Suwon Bluewings da Coréia do Sul, o jogador brasileiro conquistou a K-League em 2008 e o Campeonato Pan-Pacífico em 2009. 

### Schalke 04
Após atuar no futebol coreano, Edu acertou sua transferência para o Schalke 04 em 2 de janeiro de 2010.
Uma das suas partidas memoráveis pelo Schalke aconteceu no dia 5 de abril de 2011, quando Edu fez 2 gols na goleada histórica sobre a Internazionale por 5 a 2 em pleno Estádio Giuseppe Meazza.

### Beşiktaş
Para a temporada 2011–2012 foi emprestado o Beşiktaş. Anotou um gol na estreia da equipe turca na Liga Europa, na vitória de 5–1. Ao fim da temporada, o empréstimo terminou e o jogador voltou ao Schalke 04.

## Títulos
Suwon Samsung Bluewings
- Campeonato Sul-Coreano: 2008
- Campeonato Pan-Pacífico: 2009

Schalke 04
- Copa da Alemanha : 2010–11
- Supercopa Alemã: 2011